# Jean Boulet
Jean Boulet (Brunoy, 16 de novembro de 1920 - Aix-en-Provence, 13 de fevereiro de 2011) foi um piloto de testes de aviões e de helicópteros, famoso por ter quebrado 17 recordes mundiais.

## Condecorações
Ao longo da sua carreira, Jean Boulet recebeu numerosas condecorações:
- 1956 : Ordem nacional da Legião de honra (França)
- 1956 : Ordem de Mérito civil (França)
- 1957 : Medalha de honra por atos de coragem e de devoção
- 1957 : Medalha da Aeronáutica
- 1961 : Prêmio Icare (Associations des journalistes aéronautiques)
- 1973 : Oficial da Legião de honra
- 1974 : Grande Prémio da Associação aeronáutica e astronáutica de França
- 1975 : Grande Medalha de ouro das Vieilles Tiges
- 1976 : Pilot of the Years da Helicopter Association of America
- 1979 : Vice-presidente da American Helicopter Society
- 1981 : Presidente fundador do Agrupamento francês de helicópteros
- 1982 : Prémio da Commissão história, artes e letras da ACF
- 1983 : Membro da Académie de l'air et de l'espace
- 1984 : Troféu Sir Richard Fairey